# Tillandsia polystachia
La flor del aire (Tillandsia polystachia) es una especie de planta epífita dentro del género  Tillandsia. Es nativa de México, América Central, las Antillas, las Bahamas, Colombia, Venezuela, Brasil, Ecuador y Bolivia.